# Regel van Matthiessen
De regel van Matthiessen, genoemd naar de Britse chemicus Augustus Matthiessen, beschrijft het verband tussen de totale soortelijke weerstand van een materiaal en de bijdragen van de afzonderlijke verstrooiingsprocessen aan de totale soortelijke weerstand.
Een elektrische stroom door een vaste stof is een stroom van geladen deeltjes (vooral elektronen, maar in halfgeleiders ook zogenaamde gaten) die zich onder invloed van een elektrisch veld door die stof bewegen. De mate waarin dat gebeurt, wordt niet alleen bepaald door de hoeveelheid beschikbare elektronen (en/of gaten), maar vooral ook door hun beweeglijkheid. Deze beweeglijkheid van de ladingsdragers wordt vooral beïnvloed door – afhankelijk van het materiaal – verschillende processen, zoals (temperatuurafhankelijke) verstrooiing aan roostertrillingen (fononen), verstrooiing aan kristaldefecten (vacatures, interstitiële atomen, dislocaties), en verstrooiing aan doteringen en vreemde atomen in het rooster.
De regel van Matthiessen zegt nu dat wanneer er in een materiaal meer dan een verstrooiingsproces optreedt, de totale soortelijke weerstand ρ gelijk is aan de som van de bijdragen ρi van elk van de verstrooiingsprocessen:
ρ = ρ1 + ρ2 + ρ3 + ...
Zo bestaat de soortelijke weerstand van een metaal uit een temperatuurafhankelijke term die ontstaat door verstrooiing van de elektronen aan roostertrillingen, en een niet-temperstuurafhankelijke term die het gevolg is van verstrooiing aan roosterdefecten:
ρ(T) = ρfononen(T) + ρdefecten
waarin T de temperatuur, ρfononen de bijdrage ten gevolge van de roostertrillingen en ρdefecten de bijdrage ten gevolge van de roosterdefecten is.